# Појенари (Појенари)
Појенари (рум. Poienari) насеље је у Румунији у округу Њамц у општини Појенари. Oпштина се налази на надморској висини од 248 m.

## Становништво
Према подацима из 2002. године у насељу је живело 1076 становника.

### Попис2002.
| Расподела становништва по националности 2002.‍ | Расподела становништва по националности 2002.‍ | Расподела становништва по националности 2002.‍ | Расподела становништва по националности 2002.‍ | Расподела становништва по националности 2002.‍ |
| --------------------------------------------- | --------------------------------------------- | --------------------------------------------- | --------------------------------------------- | --------------------------------------------- |
|                                               |                                               |                                               |                                               |                                               |
| Румуни                                        | Румуни                                        |                                               | 1.061                                         | 98,6%                                         |
| Роми                                          | Роми                                          |                                               | 15                                            | 1,4%                                          |